# Jan Zygmunt Wal
Jan Zygmunt Benedykt Wal (von der Wahlen) herbu własnego (zm. w październiku 1733 roku) – chorąży grodzieński w latach 1716–1733, starosta frauenburski.
Jako poseł powiatu grodzieńskiego był uczestnikiem Walnej Rady Warszawskiej 1710 roku. Był posłem na sejm 1724 roku z powiatu grodzieńskiego.